# Arul Item
Arul Item is een bestuurslaag in het regentschap Aceh Tengah van de provincie Atjeh, Indonesië. Arul Item telt 536 inwoners (volkstelling 2010).